# 필리피 레낭 호드리게스
필리피 레낭 호드리게스(포르투갈어: Filipe Renan Rodrigues, 1998년 7월 23일~)는 브라질의 축구 선수이다.